# بريوفيليوم ديلاغوينس

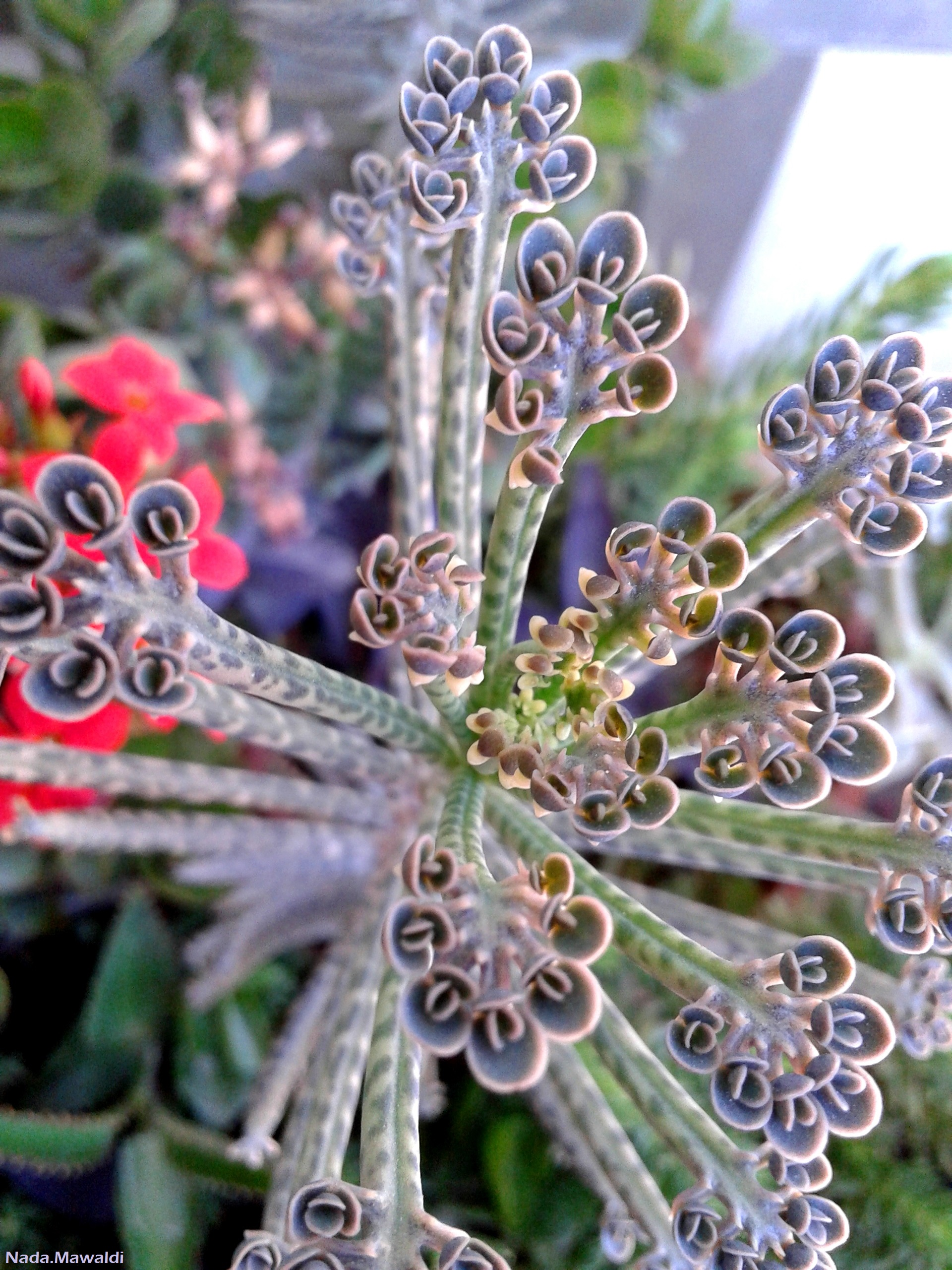
نبات الثريا

بريوفيليوم ديلاغوينس (باللاتينية: Bryophyllum delagoensis) هو نبات عصاري موطنه مدغشقر. الأسماء الشائعة هي أم الملايين، العمود الفقري للشيطان، بينما يعد نبات الثريا هو الاسم البديل الشائع.
هذا النوع له القدرة على الإكثار الخضري، تحمّل الجفاف، له شعبية كنبات زينة، أصبح هذا النبات نوعاً من النباتات الغازية في أماكن مثل شرق أستراليا والعديد من جزر المحيط الهادئ. يلقح طائر الطنان الموجود في النطاق المداري الحديث في بعض الأحيان هذا النبات الغير محلي.
نبات الثريا غير مرحب به لأنه يحل محل النباتات المحلية ويحتوي على بوفاداينوليد الغليكوزيد القلبي والتي يمكن أن تسبب تسمماً قاتلاً، خاصةً في حيوانات الرعي مثل الماشية. في عام 1997، توفي 125 رأساً من الماشية بعد تناول هذا النوع بالقرب من موري-ولاية نيو ساوث ويلز.
بسبب سمية هذا النوع وهجائنه، وخاصة الأزهار، فقد أعلنت كأعشاب ضارة في نيو ساوث ويلز وكوينزلاند.